# Ředitelství služby cizinecké policie
Ředitelství služby cizinecké policie, někdy též nazývané jako Cizinecká policie je specializovaný útvar Policie České republiky. Zabývá se úkoly, které vyplývají z nelegální migrace, uplatňuje represivní opatření v souvislosti s pobytem cizinců, kteří jsou na území České republiky v rozporu s cizineckým zákonem a zákonem o azylu, a v neposlední řadě plní úkoly, které vyplývají z mezinárodních smluv a právních předpisů Evropské unie. Tato služba spadá do gesce Ministerstva vnitra, které zřizuje útvary Policie České republiky s celostátní působností.

## Historie
Již roku 1935 byla oficiálně zřízena ministerstvem vnitra letecká hlídka, která střežila vzdušný prostor nad Československem. O rok později byla ustanovena i pozemní stráž, která se jmenovala Stráž obrany státu. Jejím úkolem bylo střežit hranice, vykonávat zpravodajskou službu a také chránit důležité budovy a objekty. V období druhé světové války tyto služby převzalo SS a gestapo. Po roce 1945 bylo obnoveno letectvo a také ustanovena Finanční stráž a jednotky Pohotovostního pluku SNB. Díky strategickému umístění Československa byly hranice a pohyb osob neustále pod kontrolou. Byly posíleny hlídky a probíhala kontrola dokladů při vstupu i opuštění území státu. Do roku 1992 tuto službu zabezpečovala Pohraniční stráž a od roku 1993 se její název změnil na Službu cizinecké a pohraniční policie České republiky. Od roku 2007 je Česká republika součástí schengenského prostoru a veškeré kontroly na pozemních hranicích byly zrušeny (viz tzv. Schengenská dohoda). Nynější právní úpravu ochrany hranic České republiky nalezneme v zákoně o ochraně státních hranic. Do roku 2010 byla cizinecká policie liniově řízena. Od 1. 1. 2011 je její struktura teritoriální.

## Služba cizinecké policie
Do působnosti služby cizinecké policie spadá plnění úkolů vyplývajících ze zákona o pobytu cizinců na území České republiky a plnění úkolů vyplývajících z mezinárodních smluv a právních předpisů Evropské unie. Mezi další úkoly patří odhalování nelegální migrace, uplatňování opatření proti cizincům, kteří se na území republiky zdržují nelegálně, odhaluje příhraniční kriminalitu a trestnou činnost, která souvisí s překračováním hranic. Ve vnitrozemí příslušníci cizinecké policie provádějí kontroly pobytu cizinců, odhalují padělané doklady a spolupracují při ochraně vnitřního pořádku.

### Migrace v roce 2015
V současnosti jedním z hlavních úkolů služby cizinecké policie je odhalování nelegální migrace. V roce 2015 bylo na území ČR zadrženo 8563 nelegálních migrantů – tj. nárůst o 77,6 % oproti roku 2014. Na území republiky většina cizinců přichází přes Rakousko nebo Slovensko a má v úmyslu pokračovat v cestě dále do Německa nebo Skandinávie. Důvodem tranzitu je zneužívání azylových procedur členských států EU. V roce 2015 bylo vydáno 3009 rozhodnutí o správním vyhoštění. V této souvislosti bylo také v roce 2015 zadrženo 168 osob, které působily jako převaděči. Policisté cizinecké policie v roce 2015 zajistili na území České republiky 2502 padělaných dokladů a listin, a to v situaci, kdy většina tranzitních nelegálních migrantů, kteří vstupují na území ČR, žádný doklad totožnosti nemá.

### Zajištění cizince
Policista je oprávněn zajistit cizince v následujících situacích:
- cizinec se dopustil jednání, pro které lze pobyt ukončit nebo zahájit řízení o vyhoštění,
- bylo zahájeno správní řízení o vyhoštění a policie zjistí jiné okolnosti vedoucí k zajištění,
- podle vykonatelného rozhodnutí má být cizinec vyhoštěn a
- cizinec na území ČR vstoupil neoprávněně nebo zde již pobývá.[9]

### Změna agendy Služby cizinecké policie
Ke dni 1. 1. 2011 byla převedena agenda dlouhodobých víz a pobytů z cizinecké policie na Ministerstvo vnitra ČR a došlo k transformaci cizinecké policie. Cizinecká policie ale nadále zůstává příslušná pro:
- ohlašování místa pobytu cizince po příjezdu do ČR,
- prodloužení doby pobytu,
- vydání potvrzení o krátkodobém pobytu pro případ uzavření manželství,
- ověření pozvání a
- kontrola legálnosti pobytu.[10]

### Cizinecká policie na letišti
Cizinecká policie má svá pracoviště na mezinárodních letištích, kde vykonává hraniční kontrolu. Kontroluje zabezpečení letiště, odhaluje protiprávní jednání, které může ohrozit bezpečnost letového provozu a kontroluje dovoz a vývoz zbraní, včetně jejich původu. Důležitými pomocníky jsou příslušníkům cizinecké policie speciálně vycvičení psi, kteří dokáží vyhledávat výbušniny. Dalším úkolem cizinecké policie je odhalování pašování drog a nezákonný pohyb zboží přes hranice. V souladu s mezinárodním právem služba cizinecké policie poskytuje i dočasnou ochranu cizincům, kteří požádali o azyl v České republice. Součástí služby cizinecké policie na letištích je i zvláštní jednotka, která se specializuje na doprovody letadel. Jde o speciálně vycvičené policisty, kteří jsou přítomni na palubě letadla, které se pohybuje na rizikových trasách. Policisté jsou připraveni odvrátit teroristický útok nebo zmařit pokus o únos.

## Organizace a struktura
Policejní prezidium sídlí v Praze a jsou mu podřízeny jednotlivé útvary s celorepublikovou působností. Jedním z nich je i Ředitelství služby cizinecké policie, sídlící v Praze, které je nejen řídícím, ale i metodickým a kontrolním orgánem s celostátní působností. Mezi jeho hlavní úkoly patří zabezpečení plnění mezinárodních smluv, realizace pobytové kontroly, řízení a kontrola jednotlivých odborů, realizace eskortní služby v souvislosti s vyhoštěním cizinců, působí jako odvolací orgán pro správní řízení, rozhoduje o označení osob jako nežádoucí, zabezpečuje cestovní doklady a zajišťuje informační systém. Ředitelem Služby cizinecké policie byl do června 2023 brig. gen. Mgr. Milan Majer. Na pozici je k červnu 2023 vypsáno výběrové řízení.
Dále pak jsou odbory cizinecké policie krajských ředitelství policie, ke kterým je Ředitelství služby cizinecké policie v Praze metodickým orgánem. Odbory cizinecké policie jsou řízeny ředitelem krajského ředitelství. Odbory cizinecké policie provádí v rámci územního působnosti příslušného krajského ředitelství policie pobytovou kontrolu cizince i ubytovatele, rozhodují o přestupcích podle zákona o pobytu cizinců, rozhodují o správním vyhoštění cizince z území a zajištění cizince do zařízení pro zajištění cizinců a plní další specializované úkoly policie, dále se podílí na ochraně veřejného pořádku a bezpečnosti.
Policisté jsou ve služebním poměru, který je upraven zvláštním zákonem.

## Vnější označení policie
Vnější označení policistů včetně druhů a vzorů služebních stejnokrojů je upraveno vyhláškou. Cizinecká policie má ve znaku psohlavce, který byl v minulosti užíván i někdejší Pohraniční stráží.